# Pulau Simuk
Pulau Simuk är en ö i Indonesien.   Den ligger i provinsen Sumatera Utara, i den västra delen av landet, 1 200 km nordväst om huvudstaden Jakarta. Arean är 22,8 kvadratkilometer.
Terrängen på Pulau Simuk är mycket platt. Öns högsta punkt är 39 meter över havet. Den sträcker sig 5,4 kilometer i nord-sydlig riktning, och 7,3 kilometer i öst-västlig riktning.